# Cabanela (Navia de Suarna)
Cabanela (llamada oficialmente Santa María de Cabanela) es una parroquia y una aldea española del municipio de Navia de Suarna, en la provincia de Lugo, Galicia.

## Organización territorial
La parroquia está formada por seis entidades de población:

### Entidades de población
Entidades de población que forman parte de la parroquia:
- Busto
- Cabanela
- As Ferreirúas
- Figueira
- Freixeiro

### Despoblado
Despoblado que forma parte de la parroquia:
- Caboxo

## Demografía

### Parroquia
| Gráfica de evolución demográfica de Cabanela (parroquia) entre 2000 y 2020 |
|                                                                            |
| Datos según el nomenclátor publicado por el INE.                           |

### Aldea
| Gráfica de evolución demográfica de Cabanela (aldea) entre 2000 y 2020 |
|                                                                        |
| Datos según el nomenclátor publicado por el INE.                       |